# Sjusanna Stanik

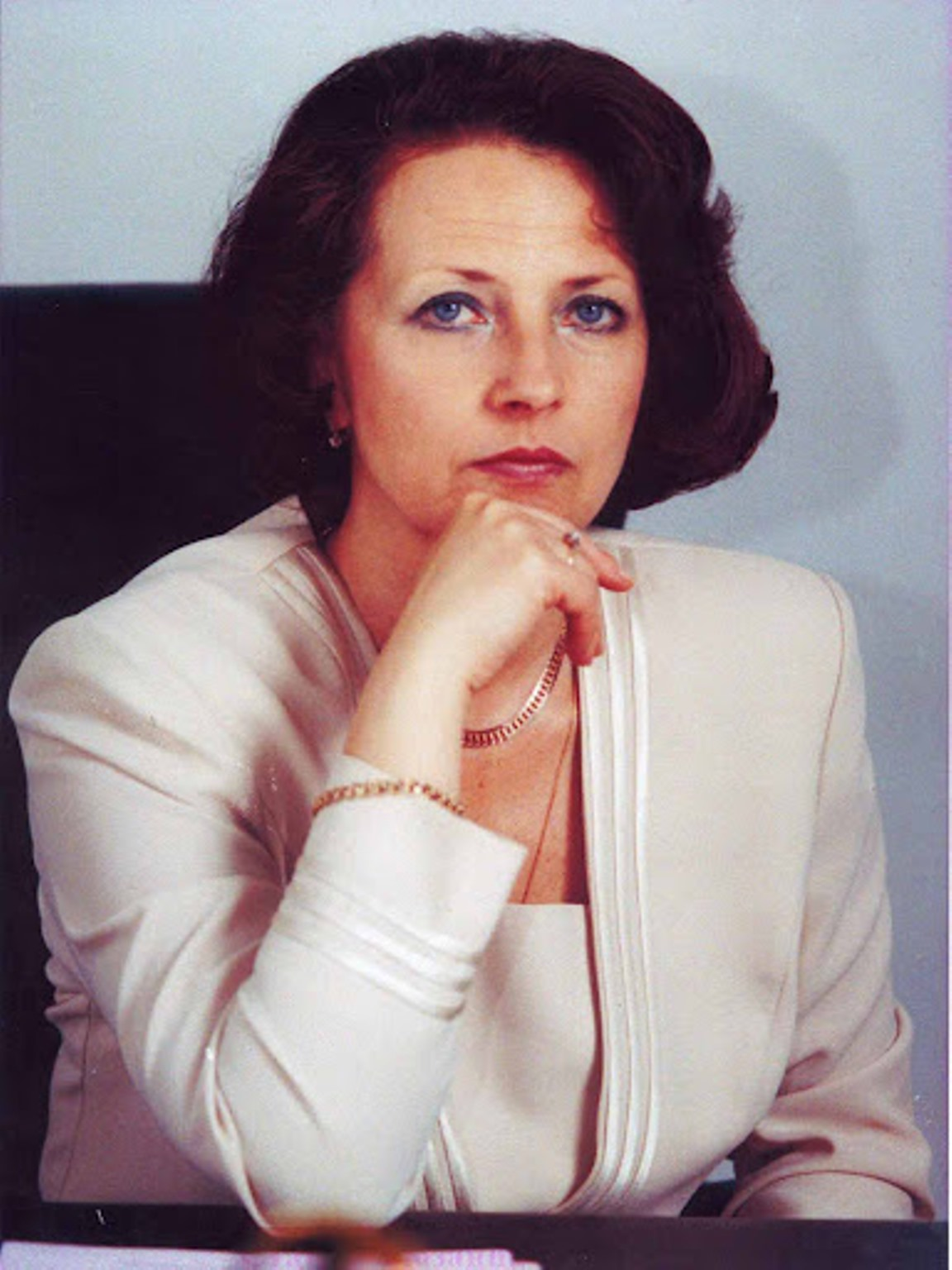
Sjusanna Stanik, 2021

Sjusanna Romaniwna Stanik (ukrainisch Сюзанна Романівна Станік; * 27. September 1954 in Lwiw, Ukrainische SSR, Sowjetunion) ist eine ukrainische Juristin und Botschafterin. Sie war Justizministerin, Richterin am Verfassungsgericht und Botschafterin der Ukraine in der Schweiz.
Von Februar 1994 bis September 1996 war Stanik stellvertretende Justizministerin der Ukraine und von September 1996 bis August 1997 Ministerin für Familien- und Jugendangelegenheiten. Seit August 1997 war sie Justizministerin in den Kabinetten Pustowojtenko und Juschtschenko. Im Kabinett Kinach wurde sie am 7. Mai 2002 durch Oleksandr Lawrynowytsch abgelöst.
Sjusanna Stanik wurde Vertreterin der Ukraine beim Europarat. Im September 2003 wurde sie zur außerordentlichen und bevollmächtigten Botschafterin der Ukraine in der Schweiz ernannt. Im folgenden Jahr übergab sie das Amt an Ostap Juchymowytsch.
Im Jahr 1998 wurde Stanik mit dem Orden der Prinzessin Olga 3. Klasse ausgezeichnet. Sechs Jahre später erhielt sie den ukrainischen Verdienstorden 3. Klasse.